# Crespella
La crespella, conosciuta anche con il termine francese di crêpe (), è un tipo di cialda morbida, sottile e non croccante, cotta su una superficie rovente tonda. Per crespelle o crispelle si intendono anche alcuni tipi di frittelle salate o dolci tipiche di alcune regioni italiane. 
Generalmente considerata una pietanza tipica della cucina francese, anche se tuttavia sono presenti preparazioni simili in vari paesi d'Europa, l'impasto è a base di latte, uova, farina e burro e vengono farcite di ripieni vari, dolci o salati e arrotolate o impacchettate su se stesse per racchiuderli.

## Storia
Il nome proviene dal termine latino crispus (arricciato, ondulato), o dal termine greco κρίσπος (krìspos "avvolto"', "arrotolato"). L'attuale utilizzo della farina di frumento divenne comune solo nel IX secolo. Nel Medioevo erano preparate con acqua e vino al posto del latte.
In Francia sono un simbolo tradizionale di amicizia e alleanza e i mezzadri le offrivano ai loro padroni. 
Secondo la tradizione francese vengono consumate soprattutto alla Candelora poiché nel V secolo dei pellegrini francesi furono accolti a Roma da papa Gelasio I, proprio alla Candelora con le ostie. Con il tempo in Francia l’ostia fu sostituita dalle crêpes, e il giorno divenne noto anche come "Le Jour des Crêpes" ("Il giorno delle crêpes").

## Le crespelle dolci

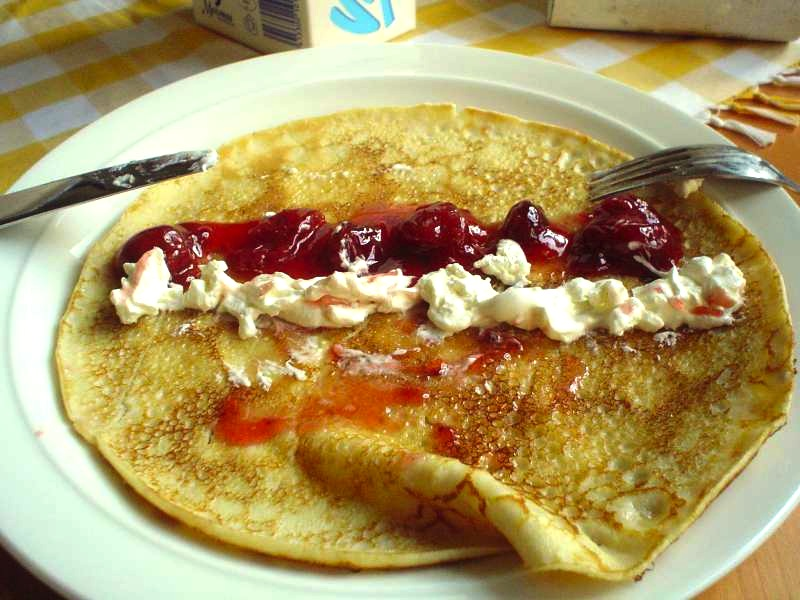
Crêpe aperta con confettura

Le crespelle dolci vengono condite ad esempio con confetture, marmellate, salse al cioccolato, nutella, creme, panna o mascarpone, burro o margarina e zucchero, liquori e sciroppi, noci, nocciole, mandorle, frutta di ogni tipo e canditi.
Una versione particolarmente famosa è la crêpe Suzette, ripiena di salsa all'arancia e infiammata con liquore Grand Marnier, inventata nel 1903 dal cuoco francese Escoffier e considerata, per il primo ventennio del 1900, il non plus ultra dei dessert di lusso.

## Le crespelle salate

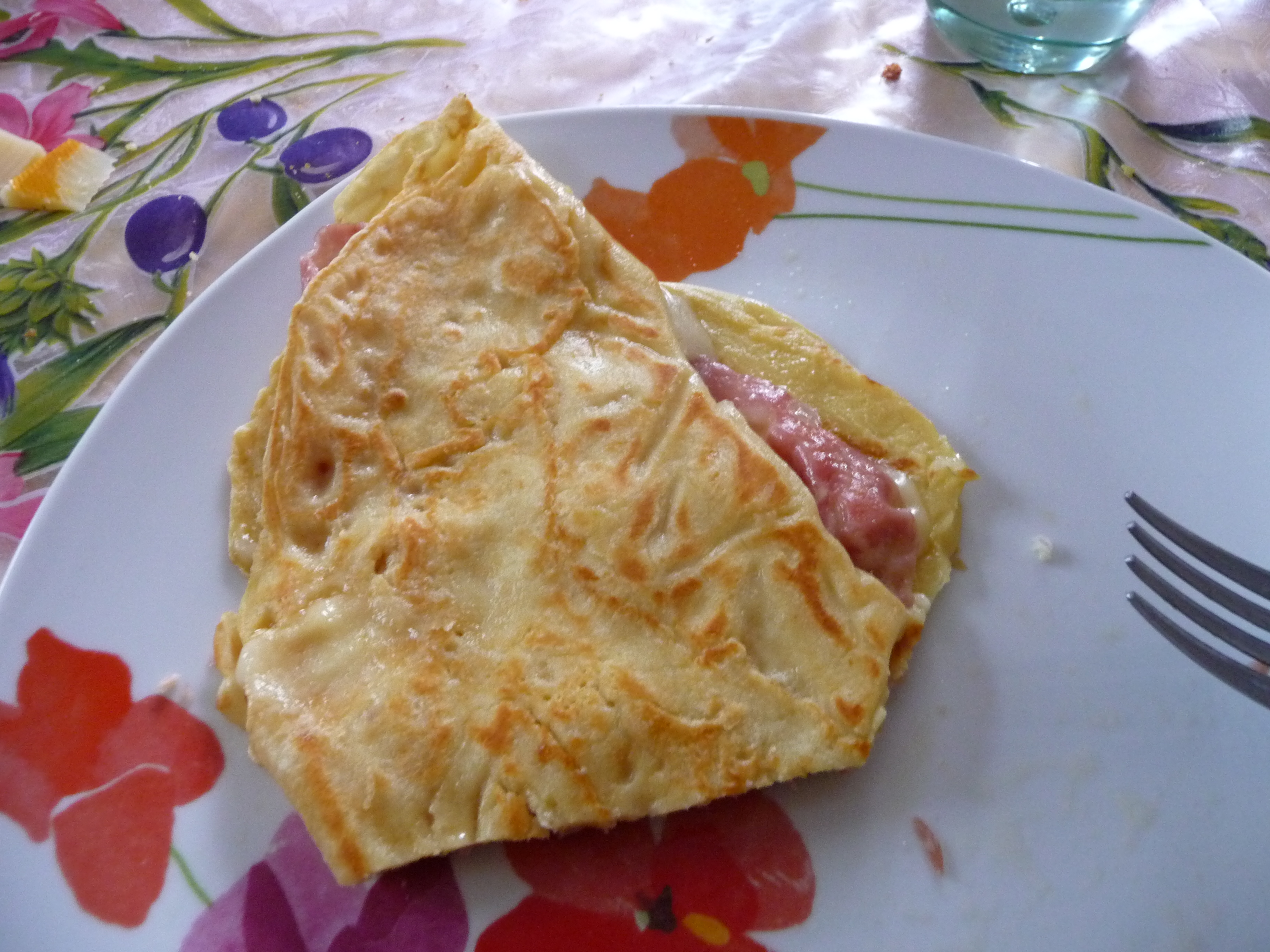
Crespella con prosciutto e formaggio

Numerosi tipi di crespelle salate, anche con altre denominazioni, sono tradizionali in diverse regioni italiane.
Versioni salate sono preparate nella Francia nord occidentale utilizzando farina di grano saraceno: prendono il nome di galette o kaletez e possono venire servite come spuntino, antipasto o secondo, accompagnandosi a formaggi, salumi, verdure, funghi, crostacei e salse varie. Sono oggi divenute il piatto più rappresentativo della cucina bretone.
In alcuni tipi di zuppe e minestre si usa tagliarle a striscioline e accompagnarle al brodo, solitamente di carne, come ad esempio si fa in Austria e in Alto Adige per la Frittatensuppe anche in Francia dove viene chiamato Consommé Célestine.

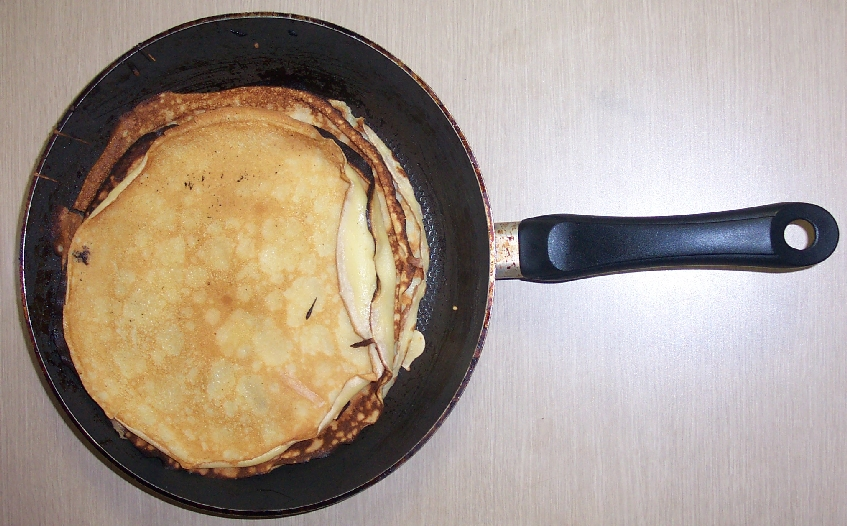
Crespella in padella

## Alimenti simili
Le crespelle appartengono alla famiglia delle cialde, insieme alle gaufre e ai pancake. In Mitteleuropa è diffusa una preparazione molto simile, che pure può essere dolce o salata: in Ungheria si chiama placsinta, in Romania si chiama "clătită", in Serbia, Croazia, Slovenia, Slovacchia e Italia si chiama palačinka, in Austria si chiama palatschinke; i croati sostengono l'originalità della propria ricetta. Rispetto alla crespella, queste versioni sono normalmente più spesse e soffici, e tipicamente vengono arrotolate come cannelloni piuttosto che piegate in quattro. Una preparazione simile, tagliata in quadri o strisce, è inoltre alla base del Kaiserschmarrn. In Inghilterra esistono i cryspe, che sono cialde preparate con il solo bianco dell'uovo, farina e latte, fritte, condite con il grasso della frittura e zucchero e servite ben calde.

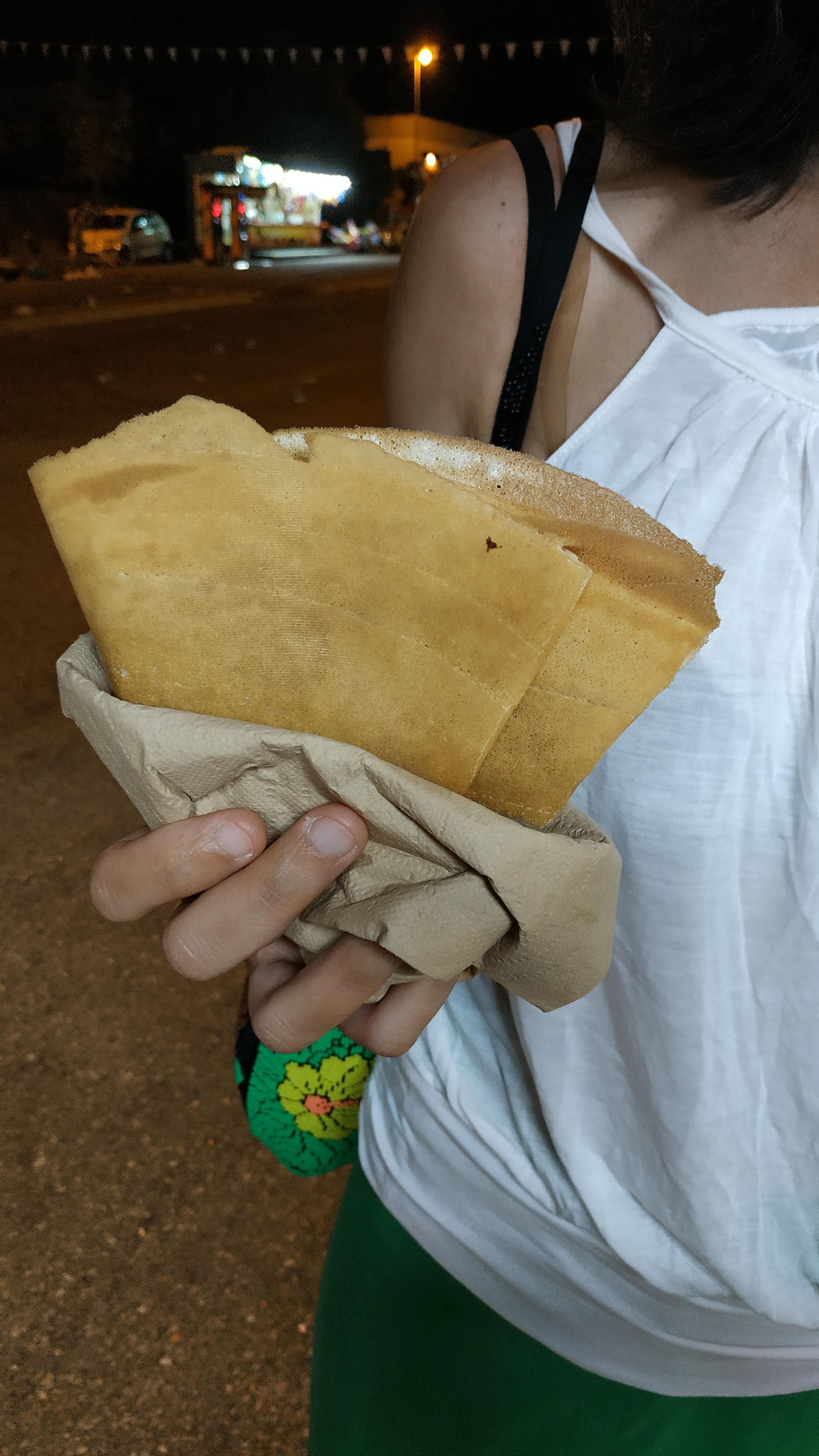
Crêpe croccante da passeggio

In Italia, tipiche della Valsesia sono le miacce, che in Canavese vengono dette "miasse" o "ofele". In Valtellina e in altre regioni si chiamano anche "paradelli".
In Provincia di Teramo esistono le  scrippelle, versione italiana più simile a quella francese, ma vengono servite principalmente in brodo. 
In Maremma e nell'Alta Tuscia esistono preparazioni simili alle crespelle, che tuttavia sono caratterizzate dall'utilizzo dell'acqua al posto del latte. A Manciano, in provincia di Grosseto, sono noti i ciaffagnoni, che si distinguono per essere sottilissimi, quasi trasparenti, e si condiscono con pecorino grattugiato.
Con il nome crespelle o crispelle si indicano anche frittelle dolci o salate presenti nella cucina di diverse regioni italiane. In alcune regioni, le crespelle salate sono ripiene di mozzarella e prosciutto o più semplicemente di formaggio. In Sicilia le crespelle sono chiamate crispeddi e vengono realizzate in versione dolce o salata. In provincia di Catania le crespelle salate vengono preparate con farina di grano duro e sono ripiene di acciuga salata o ricotta. In provincia di Ragusa le crespelle dolci sono insaporite internamente con semi di finocchietto e condite esternamente con zucchero e cannella o zucchero e miele. In Calabria le crespelle sono chiamate grispelle o crispedde, mentre nella provincia di Cosenza sono chiamate cuddrurieddri; nella versione salata sono ripiene con acciughe o pomodori secchi, mentre nella versione dolce sono spolverate esternamente di zucchero e possono essere ripiene di crema di ricotta.